# Courtney Pine
Courtney Pine (Londra, 18 marzo 1964) è un polistrumentista britannico.
Di origine giamaicana, è un esponente di musica jazz ed è principalmente un sassofonista, ma è anche capace di suonare il flauto, il clarinetto e le tastiere. Negli anni '80 è stato tra i fondatori del collettivo Jazz Warriors. Ha debuttato nel 1986 con l'album Journey to the Urge Within.